# Everybody Needs Blues Brothers
Everybody Needs Blues Brothers è una raccolta del 1988 dei Blues Brothers. Il titolo deriva dalla canzone di successo Everybody Needs Somebody to Love, prima traccia del disco.

## Tracce
1. Everybody Needs Somebody To Love
2. Gimme Some Lovin'
3. I Can't Turn You Loose
4. She Caught The Katy
5. Green Onion
6. Who's Making Love
7. B Movie Box Car Blues
8. Peter Gunn Theme
9. Soul Man
10. Theme From 'Rawhide'
11. Shake Your Tailfeather
12. Do You Love Me / Mother Popcorn
13. Sweet Home Chicago
14. Going Back To Miami
15. Flip, Flop And Fly
16. Soul Finger / Funky Broadway

## Formazione
- "Joliet" Jake Blues – voce
- Elwood Blues – voce, armonica a bocca
- Matt "Guitar" Murphy – chitarra
- Steve "The Colonel" Cropper – chitarra
- Donald "Duck" Dunn – basso
- Paul "The Shiv" Shaffer – tastiere, cori
- Willie "Too Big" Hall – batteria
- Steve "Getdwa" Jordan – batteria, cori
- Lou "Blue Lou" Marini – sassofono
- Tom "Triple Scale" Scott – sassofono
- Tom "Bones" Malone – sassofono, trombone, tromba, cori
- Alan "Mr. Fabulous" Rubin – tromba, cori